# Epidendrum patens
Epidendrum patens Sw., 1806, è una pianta della famiglia delle Orchidacee endemica delle Antille.

## Descrizione
È un'orchidea epifita di medie dimensioni che cresce in foreste tropicali, può anche assumere un comportamento litofita negli stessi ambienti. Presenta uno stelo eretto o ascendente, piuttosto snello, ricoperto dalle foglie che sono amplessicauli, distiche, rigide, coriacee, di forma da ovata a ellittica, raramente oblungo-ellittiche, ad apice acuto. La fioritura avviene da fine inverno fino a tarda primavera mediante un'infiorescenza terminale, racemosa o paniculata, lungamente picciolata, ricadente che porta molti fiori. Questi sono grandi circa 3 centimetri, profumati, con petali e sepali bianchi e labello trilobato, variegato di rosa.

## Distribuzione e habitat
La specie è originaria delle isole Antille, in particolare delle isole Sopravento settentrionali e meridionali.
Cresce come epifita su alberi della foresta equatoriale umida, oppure come litofita, a quote intorno ai 1000 m sul livello del mare.

## Coltivazione
Questa pianta necessita esposizione all'ombra, con temperature calde e irrigazioni all'epoca della fioritura. Dopo la fioritura è preferibile abbassare la temperatura e sospendere le irrigazioni.